# Xylotrechus nodieri
Xylotrechus nodieri là một loài bọ cánh cứng trong họ Cerambycidae.